# Magyar Ifjak a Nemzeti Közösségvállalásért
A Magyar Ifjak a Nemzeti Közösségvállalásért (MINK) egy 2013-ban alapított kulturális egyesület. A civil szervezetet főképp gimnazista fiatalok alapították, akik Sárospatakon, az örök diákvárosban tanultak. Így az Egyesület elsősorban Sárospatak és régiója fiatalságának igyekszik rendezvényeket, programokat szervezni, illetve a helyi fiatalokból közösséget formálni.

## A szervezet céljai
A "Magyar Ifjak" legfőbb célja, hogy ébren tartsa az érdeklődést a határon túli magyarok sorsa, mindennapjai és küzdelmei iránt. Elsősorban a fiatal generáció megszólítására és a polgári, nemzeti, keresztény értékek megőrzésére, továbbadására; valamint a kívánatos nemzetpolitikai célok szolgálatára, elősegítésére törekszik. A szervezet programjának az összetettsége alkalmat ad arra, hogy a fiatalok széles körét szólítsa meg, lehetőséget teremtve a belső, intellektuálisabb tevékenységekre és az aktív, akció jellegű cselekedetekre egyaránt.

## Az Egyesület tevékenysége, kezdeményezései
Az Egyesületen belül Társulat működik, amely a szervezet legfőbb tevékenységében, a színpadi produkciók előadásában segíti a Magyar Ifjak céljainak elérését.

### Az Összetartozás Lángja
A Magyar Ifjak megalakulásakor a történelmi egyházak képviselőinek jelenlétében útjára indította az "Összetartozás Lángját", melyet célja a Társulat pódium-előadásainak kíséretében minél több magyar közösséghez eljuttatni. Szimbolizálva ezzel a magyarság összetartozását, valamint azt, hogy az Anyaország felelősséget vállal a határon túli magyarjai iránt.

### Asztaltársaság
A civil szervezet egyik legújabb, negyedévente jelentkező, családias hangulatú, ingyenes kulturális rendezvénysorozata. Célja, hogy a változatos programok során találkozzanak egymással a fiatalok, a város diákjai-tanárai, ötvözve a szórakozást az értékes időtöltéssel.

### Nemzeti Közösségvállalásért Díj
Az Egyesület Elnöksége 2013-ban megalapította a Nemzeti Közösségvállalásért Díjat. Az elismerés olyan személynek vagy közösségnek adományozható, aki segíti a szervezet céljainak a megvalósulását, továbbá munkásságának jellemzője az értékteremtő és értékmegőrző feladatvállalás, és tevékenységét jellemzi a nemzeti közösségvállalás erősítésére való törekvés. Eddigi díjazottak:
2013: Sipos István
2015: Sárospataki Árpád Vezér Gimnázium és Kollégium
2015: Aros János, Sárospatak város polgármestere
2018: Tóth Tamás, kollégiumvezető

## Támogatók, elismerések
Az Egyesület Társulatának munkáját olyan kiemelkedő művészek segítik, mint például Varga Miklós előadóművész, Tóth Reni énekes, valamint Keresztes Ildikó művésznő is. Az Egyesület fővédnöke Wittner Mária, 1956-os forradalmár.
Az Egyesületet tevékenységének elismeréséért, valamint a jövőre vonatkozó biztatásként 2015-ben a Polgári Magyarországért Alapítvány „Fiatalok a Polgári Magyarországért” díjjal jutalmazta.